# Refugio Postero Alto
Das Refugio Postero Alto ist neben dem Refugio Poqueira die einzige bewirtschaftete Berghütte in der spanischen Sierra Nevada und liegt auf einer Höhe von 1990 msnm an deren Nordseite.

## Zustieg
Die Schutzhütte ist mit dem Auto über eine Schotterpiste in einer halben Stunde von Jérez del Marquesado zu erreichen. Für den überwiegend parallel verlaufenden Wanderweg werden 4–5 Stunden benötigt.
Während es sich im Sommer um eine technisch relativ einfache, wenn auch körperlich fordernde Wanderung handelt, kann von November bis April die Verwendung von Steigeisen, Schneeschuhen oder Skiern sinnvoll sein um zur Hütte zu gelangen.

## Ausstattung
Das Refugio Postero Alto verfügt über 64 Schlafplätze sowie einen zusätzlichen unbewirtschafteten Winterraum mit 12 Matratzenlagern und einem Notfall-Funksprechgerät.
Es gibt einen Wasch- und WC-Raum mit fließend kaltem Wasser.
Die Küche ist während der Öffnungszeiten durchgehend bewirtschaftet und es wird auch eine Selbstversorgerküche zur Verfügung gestellt.
An den Wochenenden und während Schönwetterperioden empfiehlt sich eine rechtzeitige Reservierung.

## Übergänge
- Refugio Poqueira, 2500 m

## Gipfelbesteigungen
- Mulhacén, 3479 m
- Alcazaba, 3375 m